# Bruchus caeruleus
Bruchus caeruleus là một loài bọ cánh cứng trong họ Bruchidae. Loài này được Champion mô tả khoa học năm 1919.